# Championnats d'Europe de taekwondo 2021
Navigation
Édition précédente Édition suivante
Les Championnats d'Europe de taekwondo 2021 ont lieu du 8 au 11 avril 2021 à Sofia, en Bulgarie. Il s'agit de la vingt-quatrième édition des Championnats d'Europe de taekwondo.

## Podiums

### Hommes
| Catégorie             | Or                         | Argent                       | Bronze                        |
| --------------------- | -------------------------- | ---------------------------- | ----------------------------- |
| Poids Fin (–54 kg)    | Omar Salim (HUN)           | Dionisios Rapsomanikis (GRE) | Yahor Kazlou (BLR)            |
| Poids Fin (–54 kg)    | Omar Salim (HUN)           | Dionisios Rapsomanikis (GRE) | Viacheslav Bovkun (RUS)       |
| Poids mouche (–58 kg) | Cyrian Ravet (FRA)         | Adrián Vicente Yunta (ESP)   | Rui Bragança (POR)            |
| Poids mouche (–58 kg) | Cyrian Ravet (FRA)         | Adrián Vicente Yunta (ESP)   | Frederik Olsen (SWE)          |
| Poids coq (–63 kg)    | Hakan Reçber (TUR)         | Joan Jorquera (ESP)          | Jaouad Achab (BEL)            |
| Poids coq (–63 kg)    | Hakan Reçber (TUR)         | Joan Jorquera (ESP)          | Simone Crescenzi (ITA)        |
| Poids plume (–68 kg)  | Sarmat Tcakoev (RUS)       | Bradly Sinden (GBR)          | Javier Pérez (ESP)            |
| Poids plume (–68 kg)  | Sarmat Tcakoev (RUS)       | Bradly Sinden (GBR)          | Konstantinos Chamalidis (GRE) |
| Poids léger (–74 kg)  | Karol Robak (POL)          | Nedžad Husić (BIH)           | Daniel Quesada (ESP)          |
| Poids léger (–74 kg)  | Karol Robak (POL)          | Nedžad Husić (BIH)           | Badr Achab (BEL)              |
| Poids Welter (–80 kg) | Maksim Khramtsov (RUS)     | Milad Beigi (AZE)            | Simone Alessio (ITA)          |
| Poids Welter (–80 kg) | Maksim Khramtsov (RUS)     | Milad Beigi (AZE)            | Raúl Martínez (ESP)           |
| Poids moyens (–87 kg) | Yury Kirichenko (RUS)      | Mehdi Khodabakhshi (SRB)     | Roberto Botta (ITA)           |
| Poids moyens (–87 kg) | Yury Kirichenko (RUS)      | Mehdi Khodabakhshi (SRB)     | Ivan Šapina (CRO)             |
| Poids lourds (+87 kg) | Arman-Marshall Silla (BLR) | Vladislav Larin (RUS)        | Iván García Martínez (ESP)    |
| Poids lourds (+87 kg) | Arman-Marshall Silla (BLR) | Vladislav Larin (RUS)        | Andrei Garbar (UKR)           |

### Femmes
| Catégorie             | Or                      | Argent                     | Bronze                        |
| --------------------- | ----------------------- | -------------------------- | ----------------------------- |
| Poids Fin (–46 kg)    | Lena Stojković (CRO)    | Larisa Medvedeva (RUS)     | Minaya Akbarova (AZE)         |
| Poids Fin (–46 kg)    | Lena Stojković (CRO)    | Larisa Medvedeva (RUS)     | Rivka Bayech (ISR)            |
| Poids mouche (–49 kg) | Adriana Cerezo (ESP)    | Liana Musteață (ROU)       | Ela Aydin (GER)               |
| Poids mouche (–49 kg) | Adriana Cerezo (ESP)    | Liana Musteață (ROU)       | Yelizaveta Riadninskaya (RUS) |
| Poids coq (–53 kg)    | Tatiana Kudashova (RUS) | Zeliha Ağrıs (TUR)         | Luca Patakfalvy (HUN)         |
| Poids coq (–53 kg)    | Tatiana Kudashova (RUS) | Zeliha Ağrıs (TUR)         | Ilina Ivanova (BUL)           |
| Poids plume (–57 kg)  | Jade Jones (GBR)        | Hatice Kübra İlgün (TUR)   | Inese Tarvida (LAT)           |
| Poids plume (–57 kg)  | Jade Jones (GBR)        | Hatice Kübra İlgün (TUR)   | Raheleh Asemani (BEL)         |
| Poids léger (–62 kg)  | Bruna Vuletić (CRO)     | Marija Štetić (BIH)        | İrem Yaman (TUR)              |
| Poids léger (–62 kg)  | Bruna Vuletić (CRO)     | Marija Štetić (BIH)        | Kristina Prokudina (RUS)      |
| Poids Welter (–67 kg) | Matea Jelić (CRO)       | Lauren Williams (GBR)      | Nur Tatar (TUR)               |
| Poids Welter (–67 kg) | Matea Jelić (CRO)       | Lauren Williams (GBR)      | Magda Wiet-Hénin (FRA)        |
| Poids moyens (–73 kg) | Rebecca McGowan (GBR)   | Milica Mandić (SRB)        | Polina Khan (RUS)             |
| Poids moyens (–73 kg) | Rebecca McGowan (GBR)   | Milica Mandić (SRB)        | Doris Pole (CRO)              |
| Poids lourds (+73 kg) | Bianca Walkden (GBR)    | Aleksandra Kowalczuk (POL) | Marlene Jahl (AUT)            |
| Poids lourds (+73 kg) | Bianca Walkden (GBR)    | Aleksandra Kowalczuk (POL) | Belén Morán (ESP)             |

## Tableau des médailles
- Pays organisateur ( Bulgarie)

| Rang  | Nation             | Or | Argent | Bronze | Total |
| ----- | ------------------ | -- | ------ | ------ | ----- |
| 1     | Russie             | 4  | 2      | 4      | 10    |
| 2     | Grande-Bretagne    | 3  | 2      | 0      | 5     |
| 3     | Croatie            | 3  | 0      | 2      | 5     |
| 4     | Espagne            | 1  | 2      | 5      | 8     |
| 5     | Turquie            | 1  | 2      | 2      | 5     |
| 6     | Pologne            | 1  | 1      | 0      | 2     |
| 7     | Biélorussie        | 1  | 0      | 1      | 2     |
| 7     | France             | 1  | 0      | 1      | 2     |
| 7     | Hongrie            | 1  | 0      | 1      | 2     |
| 10    | Bosnie-Herzégovine | 0  | 2      | 0      | 2     |
| 10    | Serbie             | 0  | 2      | 0      | 2     |
| 12    | Grèce              | 0  | 1      | 1      | 2     |
| 13    | Azerbaïdjan        | 0  | 1      | 1      | 2     |
| 13    | Roumanie           | 0  | 1      | 0      | 1     |
| 15    | Belgique           | 0  | 0      | 3      | 3     |
| 15    | Italie             | 0  | 0      | 3      | 3     |
| 17    | Allemagne          | 0  | 0      | 1      | 1     |
| 17    | Autriche           | 0  | 0      | 1      | 1     |
| 17    | Bulgarie           | 0  | 0      | 1      | 1     |
| 17    | Israël             | 0  | 0      | 1      | 1     |
| 17    | Lettonie           | 0  | 0      | 1      | 1     |
| 17    | Portugal           | 0  | 0      | 1      | 1     |
| 17    | Suède              | 0  | 0      | 1      | 1     |
| 17    | Ukraine            | 0  | 0      | 1      | 1     |
| Total | Total              | 16 | 16     | 32     | 64    |